# 가우스 정수
대수적 수론에서 가우스 정수(Gauß整數, 영어: Gaussian integer)는 실수부와 허수부가 모두 정수인 수이다. 허수 이차 수체 {\displaystyle \mathbb {Q} [i]}의 대수적 정수환이다.
{\displaystyle \mathbb {Z} [i]=\{a+bi\mid a,b\in \mathbb {Z} \}.}

## 가우스 소수
가우스 정수의 환은 유클리드 정역이며, 따라서 유일한 소인수 분해가 가능하다. 가우스 소수는 가우스 정수 가운데 가우스 정수의 곱으로 나타내지 못하는 것을 말한다.
예를 들어, (3+i)=(2-i)(1+i) 이므로 (3+i)는 가우스 소수가 아니다.
하지만 (1+i)은 어떠한 두 가우스 정수의 곱으로도 나타낼 수 없다.
가우스 소수 예시 : (1+i), (1+2i), (2+i), (1+4i), (2+3i), (3+2i), (4+i), (1+6i), (2+5i), (4+5i), (5+6i), ...

### 정수에서의 가우스 소수
3, 7, 11, 19, 23, 31, 43, 47 ...
자연수의 경우 일반 소수중에서 a2+b2 (a, b는 자연수)로 표현 가능한 소수는 가우스 소수에서 제외된다.
```
(a+bi)(a-bi)=a
2
+b
2
```

4k+1의 꼴의 소수들은 페르마 두 제곱수 정리에 의하여 두 제곱수의 합으로 표현되어 가우스 소수에서 제외되기 때문에 자연수 소수이면서 동시에 가우스 소수인 소수들은 4k+3꼴의 형태를 갖는다.
예를 들면, '13'은 소수이지만, 13=(2+3i)(2-3i) 로 표기 가능하기 때문에 가우스 소수가 되지 않는다.
하지만 '7'은 어떠한 두개 이상의 가우스 정수의 곱으로도 나타낼 수 없다.

## 나눗셈
가우스 정수를 가우스 정수로 나누면 실수부와 허수부가 모두 유리수인 수가 된다.

## 페르마 두 제곱수 정리
가우스 정수를 사용하면 이 정리를 증명할 수 있다.

## 같이 보기
- 페르마 두 제곱수 정리

## 참고 문헌
- Newton Highlight - 허수란 무엇인가?, 132pg